# Branche de l'Est (rivière de Mont-Saint-Pierre)
Pour les articles homonymes, voir Branche.
La Branche de l’Est est un affluent de la rive sud de la rivière de Mont-Saint-Pierre, laquelle coule vers le nord jusqu'au littoral sud du golfe du Saint-Laurent où elle se déverse à la hauteur de Mont-Saint-Pierre.
La "Branche de l'Est" coule successivement dans le territoire non organisé du Mont-Albert, dans la municipalité de Rivière-à-Claude et dans la municipalité de Mont-Saint-Pierre, dans la municipalité régionale de comté (MRC) de La Haute-Gaspésie, dans la région administrative de la Gaspésie-Îles-de-la-Madeleine, au Québec, au Canada.

## Géographie
La "Branche de l’Est" prend sa source au Lac Gorbio (longueur : 0,6 km ; altitude : 594 m) lequel comporte deux émissaires, dont l'embouchure du Nord qui est à 0,9 km au sud de la limite de la municipalité Rivière-à-Claude, dans le territoire non organisé du Mont-Albert, dans les monts Chic-Chocs.
L'embouchure nord de ce lac de tête est situé en zone forestière et montagneuse à 11,1 km au sud du littoral sud du golfe du Saint-Laurent et à 0,8 km au sud de la limite sud de la municipalité de Rivière-à-Claude.
À partir du lac de tête, la "Branche de l’Est" coule sur 13,8 km répartis selon les segments suivants :
- 1,9 km vers le nord-est, jusqu'à la limite sud de la municipalité de Rivière-à-Claude ;
- 2,1 km vers le nord dans une vallée qui s'encaisse progressivement, jusqu'à la confluence d'un ruisseau (venant de l'ouest) ;
- 2,5 km vers le nord-est, en traversant la coulée à Edouard-Gagnon, jusqu'à la décharge (venant de l'est) des Lacs à Soucy ;
- 1,8 km vers le nord-ouest dans une vallée encaissée, en recueillant les eaux de plusieurs ruisseaux de montagnes (venant de l'ouest), jusqu'à la limite sud-ouest de la municipalité de Mont-Saint-Pierre ;
- 5,5 km vers le nord-ouest dans la municipalité de Mont-Saint-Pierre, jusqu'à sa confluence[2].

La "Branche de l’Est" se déverse sur la rive sud de la rivière de Mont-Saint-Pierre, à 0,5 km à l'est de la limite entre les municipalités de Mont-Saint-Pierre et de Rivière-à-Claude, ainsi qu'à 1,8 km au sud-ouest du sommet du "Mont François-Ouellet".

## Toponymie
Le toponyme "Branche de l’Est" a été officialisé le 17 août 1978 à la Commission de toponymie du Québec.